# Municipio de Melrose (Iowa)
El municipio de Melrose (en inglés: Melrose Township) es un municipio ubicado en el condado de Grundy en el estado estadounidense de Iowa. En el año 2010 tenía una población de 227 habitantes y una densidad poblacional de 2,44 personas por km².

## Geografía
El municipio de Melrose se encuentra ubicado en las coordenadas 42°20′24″N 92°56′38″O / 42.34000, -92.94389. Según la Oficina del Censo de los Estados Unidos, el municipio tiene una superficie total de 92.95 km², de la cual 92,95 km² corresponden a tierra firme y (0 %) 0 km² es agua.

## Demografía
Según el censo de 2010, había 227 personas residiendo en el municipio de Melrose. La densidad de población era de 2,44 hab./km². De los 227 habitantes, el municipio de Melrose estaba compuesto por el 96,92 % blancos, el 0,88 % eran asiáticos, el 2,2 % eran de otras razas. Del total de la población el 2,2 % eran hispanos o latinos de cualquier raza.